# Lasha Totadze
Lasha Totadze (in georgiano ლაშა თოთაძე?; Gagra, 24 agosto 1988) è un ex calciatore georgiano, di ruolo difensore.

## Carriera

### Club
Durante la sua carriera ha giocato con varie squadre di club, tra cui anche la Dinamo Kiev. Nel 2010 si è trasferito al Győri ETO.

## Palmarès

### Club

#### Competizioni nazionali
- Coppa di Georgia: 1

Dinamo Tbilisi: 2014-2015
- Supercoppa di Georgia: 1

Dinamo Tbilisi: 2014